# The Cure (pel·lícula del 1995)
The Cure és una pel·lícula estatunidenca estrenada l'any 1995, dirigida per Peter Horton.

## Argument
Erik, un jove de tretze anys, i la seva mare es traslladen a una nova casa a Minnesota. El noi se sent com un peix fora de l'aigua i té dificultat per trobar amics, fins que coneix a Dexter, un noi més petit que viu a la casa del costat. Erik i Dexter es porten molt bé, però un dia la mare d'Erik li prohibeix apropar-se al seu amic perquè s'assabenta que fa uns anys va contreure la SIDA a causa d'una negligència en una transfusió de sang.

## Repartiment
- Brad Renfro: Erik
- Joseph Mazzello: Dexter
- Diana Scarwid: Gail
- Annabella Sciorra: Linda
- Aeryk Egan: Tyler
- Nicky Katt: Pony
- Renee Humphrey: Angle
- Bruce Davison: Dr. Jensen

## Premis i nominacions

### Nominacions
- 1996. Grammy a la millor composició instrumental composta per pel·lícula o televisió per Dave Grusin amb "The Cure"